# John Nyawanga
John Nyawanga (Kenia, 1947) es un exfutbolista de Kenia que jugaba en la posición de delantero centro.

## Carrera

### Club
| Periodo   | Club            |
| --------- | --------------- |
| 1965-1969 | Abaluhya United |
| 1970-1980 | Kenya Breweries |

### Selección nacional
Jugó para Kenia en 80 ocasiones de 1965 a 1976 y anotó 17 goles; participó en la Copa Africana de Naciones 1972.

## Logros
- Liga keniana de fútbol (5): 1966, 1967, 1972, 1977, 1978
- Copa de Kenia (3): 1967, 1968, 1975